# 張圭悧
張圭悧（韓語：장규리，1997年12月27日—），韓國女演員、歌手。曾為女子團體fromis_9成員，在隊內擔當領唱，現以演員身分活動。

## 經歷
張圭悧父親是預備役上校，母親是高中音樂老師。張圭悧在美國弗吉尼亞州里士滿學習1年後，2015年進入首爾藝術大學就讀。張圭悧曾在《完美的妻子》第七集中短暫客串。2017年參加CJ E&M策劃的選秀節目《偶像學校》，最後以第九名畢業，加入女團fromis_9。後來因練習生時長過短，選擇再參加選秀節目《PRODUCE 48》，但在第三輪遭到淘汰。
2022年7月28日，fromis_9官方Weverse宣布成員圭悧合約到期不續簽約。2022年8月29日，JUST Entertainment宣布已與張圭悧簽訂專屬合約，將以演員身分正式開啟個人活動；至2024年6月27日，她結束與公司的兩年合約。
2024年9月10日，Namoo Actors宣布已與張圭悧簽訂專屬合約，表示與擁有豐富多彩八色鳥魅力和豐富多變角色表現力的張圭悧成爲一家人，公司會盡情發揮力量，全力支持她以好的演技受到觀眾的喜愛，希望大家多多支持張圭悧，讓她今後作爲演員更加成長。

## 影視作品

### 劇集
| 年份   | 播放平台 | 劇名                    | 角色               | 備註     |
| ------ | -------- | ----------------------- | ------------------ | -------- |
| 2017年 | KBS2     | 完美的妻子              |                    | 客串     |
| 2019年 | tvN      | 必修戀愛教養            | 姜智英             | 主演     |
| 2020年 | SBS      | 雖然是精神病但沒關係    | 善星               | 配角     |
| 2022年 | SBS      | 青春應援Cheer Up        | 太初熙             | 主演     |
| 2024年 | SBS      | 财阀X刑警               | 初熙               | 特別出演 |
| 2024年 | TVING    | 金字塔游戏              | 雙胞胎（一人兩角） | 特別出演 |
| 2024年 | tvN      | 玩家2                   | 車在伊             | 主演     |
| 2024年 | tvN      | O'PENing—我們美麗的夏天 | 崔夏天             | 主演     |
| 2024年 | MBC      | 現在撥打的電話          | 羅柳悧             | 主演     |

## 綜藝節目
| 年份   | 日期              | 電視台 | 節目       | 備註   |
| ------ | ----------------- | ------ | ---------- | ------ |
| 2017年 | 7月13日—9月29日   | Mnet   | 偶像學校   | 第9名  |
| 2018年 | 6月15日—年8月24日 | Mnet   | PRODUCE 48 | 第25名 |

## 獲獎及提名
| 年份 | 頒獎典禮    | 獎項                                | 作品             | 結果 |
| ---- | ----------- | ----------------------------------- | ---------------- | ---- |
| 2022 | SBS演技大獎 | 女子新人演技獎                      | 青春應援Cheer Up | 獲獎 |
| 2022 | SBS演技大獎 | 迷你劇浪漫及喜劇部門 女子優秀演技獎 | 青春應援Cheer Up | 提名 |

## 外部連結
- 張圭悧的Instagram帳戶
- 張圭悧在NAVER上的资料
- 張圭悧在Daum上的资料
- 張圭悧在HanCinema的頁面（英文）